# Étude de cohorte
Une étude de cohorte est une étude statistique de type longitudinal. Elle peut être observationnelle (en) ou interventionnelle, rétrospective (en) ou prospective (en). Ce type d'étude scientifique est notamment utilisé en médecine et en épidémiologie (pour ces deux domaines, les bases de données collectées sont dédiées aux études de cohortes épidémiologiques), en sciences humaines et sociales, en science actuarielle et en écologie.

## Histoire
L'une des premières études de cohorte connues fut menée par Janet Lane-Claypon en 1912 dans son étude intitulée Report to the Local Government Board upon the Available Data in Regard to the Value of Boiled Milk as a Food for Infants and Young Animals. 

## Principe en épidémiologie
Une étude de cohorte regroupe des sujets partageant ensemble un certain nombre de caractéristiques, suivis dans le temps (longitudinalement), à l’échelle individuelle (par exemple les exposés fument et les non-exposés ne fument pas).
Ce type d'étude repose sur la collecte d’informations concernant des caractéristiques et des expositions des sujets à différents moments.
Lors de l'inclusion dans l'étude les sujets sont évalués sur certains critères / paramètres identifiés comme susceptibles de modifier le risque de survenue de la pathologie étudiée.
Au cours d'un certain laps de temps (déterminé à l'avance) les sujets sont de nouveau évalués. C'est à ce moment-là que l'on observe la survenue ou non d'un événement (apparition de la pathologie étudiée).
Ce type d'étude est donc particulièrement bien adapté pour évaluer le risque qui est relié à l'exposition à des substances dangereuses pour la santé. À l'issue d'une étude de cohorte on compare le taux d'incidence entre exposés et non-exposés. Une étude de cohorte est parfois appelée « étude exposés/non-exposés ».
Avec ce type de protocole de recherche, il est important de considérer certains points dont  :
1. La composition de la cohorte (est-elle issue de la même communauté d'âge et de sexe spécifique ?)
2. Que tous les sujets soient exposés aux mêmes facteurs d'exposition,[pas clair]
3. Identifier les biais potentiels
4. La validité et la fiabilité des instruments de mesure

Par exemple, une cohorte est réalisée sur le tabac. Dans un groupe exposé (exposé) nous aurons les fumeurs et dans l'autre les non-fumeurs (non exposé). Au cours du temps des changements apparaîtront chez les sujets des deux groupes. De cette façon, il est possible de vérifier si le développement du cancer du poumon est lié à la condition de fumer.

## Fiabilité
En recherche nutritionnelle, les directions des effets observés, entre les essais contrôlés randomisés et les estimations par études de cohortes, ne sont que rarement opposées (dans 20% des cas).